# Pierrerue (Hérault)
Pierrerue – miejscowość i gmina we Francji, w regionie Oksytania, w departamencie Hérault.
Według danych na rok 1990 gminę zamieszkiwało 259 osób, a gęstość zaludnienia wynosiła 22 osoby/km² (wśród 1545 gmin Langwedocji-Roussillon Pierrerue plasuje się na 658. miejscu pod względem liczby ludności, natomiast pod względem powierzchni na miejscu 660.).